# 25. rujna
25. rujna (25. 9.) 268. je dan godine po gregorijanskom kalendaru (269. u prijestupnoj godini).
Do kraja godine ima još 97 dana.

## Događaji
- 1066. – Bitka kod Stamford Bridgea u kojoj je anglosaska vojska Harolda Godwinsona pobijedila vojsku norveškog kralja Haralda Surovog.
- 1820. – Francuski fizičar André-Marie Ampère otkrio je zakon (Amperov zakon) o linearnim tokovima električne struje, prema kojem se dva paralelna vodiča privlače kad kroz njih teče istosmjerna struja, a odbijaju kad su struje protivne. Njegovo otkriće omogućilo je razvoj magneta.
- 1943. – Pokrajinski narodnooslobodilački odbor za Istru donio Odluku o sjedinjenju Istre, Rijeke, Zadra i otoka s maticom zemljom Hrvatskom[1]
- 1947. – Na Međunarodnom sudu za ratne zločine japanski car Hirohito oslobođen je svake krivnje za rat.
- 1954. – Mao Ce Tung postao je prvi predsjednik Narodne Republike Kine.
- 1957. – Američki predsjednik Dwight D. Eisenhower poslao je u Little Rock u Arkansasu 1000 vojnika kako bi omogućili provedbu presude Vrhovnog suda da devet crnih učenika može pohađati jednu dotad "bijelu" školu. Guverner Arkansasa angažirao je Nacionalnu gardu kako bi spiječio male crnce da pohađaju školu zajedno s bijelcima.
- 1991. – Utemeljena 204. brigada HV, Vukovar.
- 1991. – Vijeće sigurnosti Ujedinjenih naroda donijelo Rezoluciju br.713 kojom je uveden embargo na uvoz oružja u SFRJ. Embargo je mnogo naškodio obrani Hrvatske.
- 2022. – Hrvatska nogometna reprezentacija pobijedila Austriju rezultatom 3:1, čime je osvojila prvo mjesto svoje skupine UEFA Lige nacija i ušla u završnicu tog natjecanja, što je treći najveći uspjeh u povijesti hrvatskog nogometa.

| - 1897. – William Faulkner, američki pisac († 1962.) - 1930. – Ivica Čandrlić, hrvatski liječnik († 1993.) - 1937. – Dragutin Drk, hrvatski poduzetnik († 2021.) - 1944. – Michael Douglas, američki glumac i producent - 1955. – Karl-Heinz Rummenigge, njemački nogometaš - 1964. – Žan Marolt, bosanskohercegovački glumac († 2009.) - 1968. – Will Smith, američki glumac i rapper - 1969. – Catherine Zeta-Jones, engleska glumica - 1984. – Lana Kos, hrvatska operna pjevačica - 2001. – Luka Lovre Klarica, hrvatski rukometaš | - 1680. – Samuel Butler, engleski književnik (* 1612.) - 1917. – Frano Supilo, hrvatski političar i publicist (* 1870.) - 1948. – Ante Bonačić, nogometaš Hajduka - 1960. – Viktor Vida, hrvatski književnik (* 1913.) - 1970. – Erich Maria Remarque, njemački književnik (* 1898.) - 1992. – Ivan "Ivica" Vdović VD, srbijanski rock-glazbenik, bubnjar EKV-a (* 1961.) - 2014. – Sulejman Tihić, bošnjački bosanskohercegovački političar (* 1951.) |

## Blagdani i spomendani
- Mediteranski dan obale. Obilježava se u zemljama na Sredozemlju.[2][3]